# Bataille d'Idlib (2015)
Pour les articles homonymes, voir Bataille d'Idlib.
Guerre civile syrienne
Batailles
La bataille d'Idlib a lieu lors de la guerre civile syrienne. Elle débute le 24 mars 2015, par une offensive des rebelles syriens contre la ville d'Idlib, capitale du gouvernorat d'Idlib, et s'achève le 28 mars par la prise de la ville.

## Prélude et forces en présence

Situation à Idlib à la mi-mars 2015.

En mars 2015, le gouvernorat d'Idlib est majoritairement aux mains des rebelles et le Front al-Nosra y est la force dominante depuis sa victoire en décembre à la bataille de Wadi al-Deïf. Peuplée d'environ 100 000 à 200 000 habitants,, la ville d'Idlib reste quant à elle tenue par les forces du régime syrien, mais elle est presque totalement encerclée, à l'exception d'un corridor filant vers le sud,. La défense de la ville est assurée par l'armée syrienne et les milices des Forces de défense nationale et des comités populaires.
Pour cette offensive, les rebelles forment une nouvelle coalition baptisée « Jaych al-Fatah »  (« L'Armée de la conquête »), qui rassemble principalement le Front al-Nosra, Ahrar al-Cham, Faylaq al-Cham et Jound al-Aqsa. D'autres groupes rebelles moins importants s'y joignent également : Liwa al-Haq, Ajnad al-Cham, Jaych al-Sunna, Ajnad al-Kavkaz et la Firqat al-Ghouraba. Cette alliance appelle les habitants d'Idlib à rester chez eux et les soldats sunnites à venir les rejoindre,. Plusieurs groupes de l'Armée syrienne libre, comme la 13e division, la 101e division d'infanterie et Fursan al-Haq, prennent également part aux combats,, de même que les Kataeb Thuwar al-Cham. Selon l'Observatoire syrien des droits de l'homme (OSDH), les islamistes engagent 2 000 hommes et 40 véhicules de transport de troupe dans la bataille. Le New York Times donne pour sa part une estimation de 5 000 à 7 000 combattants du côté des assaillants. Pour le quotidien panarabe Al-Hayat, Ahrar al-Cham engage le plus grand nombre de combattants avec plus de 2 000 hommes, tandis que le Front al-Nosra dispose de 1 200 combattants. Laure Stephan, du journal Le Monde, indique également que le nombre des combattants déployés par Ahrar al-Cham dans la bataille d'Idlib est le double de celui du Front al-Nosra, mais elle précise que la force du groupe d'al-Qaïda ne repose pas dans son nombre mais dans ses méthodes de combats. De même pour Thomas Pierret, maître de conférences à l’université d’Edimbourg : « Il y a très probablement plus de combattants d'Ahrar al-Sham que du Front al-Nusra. Mais ceux d'Al-Qaeda sont plus visibles, parce qu'ils commettent des attentats-suicide et qu'ils sont beaucoup plus forts sur le plan médiatique ».
Deux jours avant l'attaque, un hélicoptère de l'armée syrienne s'écrase près du Jabal al-Zawiya et cinq membres d'équipage sont capturés. Deux sont pris par le Front al-Nosra, trois par un autre groupe, un des prisonniers est exécuté sommairement et un sixième homme parvient à s'enfuir.

## Déroulement

Carte de l'offensive rebelle sur Idlib :
Territoire contrôlé par le gouvernement syrien et ses alliés
Territoire contrôlé par les rebelles

Le 24 mars, l'Armée de la conquête lance son offensive sur Idlib dans plusieurs directions. La première attaque est effectuée par deux véhicules piégés conduits par des kamikazes de Jound al-Aqsa qui tuent au moins 20 soldats ou miliciens loyalistes,,. Les djihadistes lancent ensuite l'assaut et s'emparent de sept checkpoints, mais les troupes du régime en reprennent ensuite quatre. Le premier jour, Ahrar al-Cham perd au moins 11 hommes tués et 20 blessés, le Front al-Nosra subit également des pertes.
Le 25 mars, les combats se poursuivent à l'entrée et aux environs de la ville. Les hommes d'Ahrar al-Cham reprennent les quatre checkpoints reconquis la veille par les loyalistes,. Le Front al-Nosra engage également deux autres véhicules kamikazes. Les rebelles progressent mais un de leurs chefs, Youssef Qotb, le numéro deux d'Ahrar al-Cham, est tué dans les combats. Selon l'OSDH, dans la soirée le bilan est d'au moins 20 morts chez les loyalistes et 20 autres chez les rebelles islamistes.
Le matin du 26 mars, les rebelles islamistes contrôlent 17 checkpoints,. Ils parviennent à entrer dans la ville le soir du 26 mars et le matin du 27. L'aviation syrienne mène 150 raids en quatre jours mais ne parvient pas à faire basculer le rapport de force. Dans la journée du 27 mars, les rebelles prennent le contrôle de la faculté de lettres et de la faculté d'agriculture. Selon l'OSDH, les combats ont alors fait en quatre jours au moins 45 morts chez loyalistes et 72 du côté des assaillants. 
Le 28 mars, Idlib tombe entièrement aux mains de l'opposition,,,,. Le Front al-Nosra annonce également sur son compte Twitter la « libération » de la ville. Le dernier assaut est mené dans la nuit contre le carré sécuritaire, où se trouvent notamment la prison centrale et le siège du gouvernorat.
Avant de se retirer de la ville, les loyalistes exécutent 15 prisonniers dans un centre de détention,. Cependant 53 autres détenus, dont deux femmes, sont délivrés par les hommes d'Ahrar al-Cham. Selon le journaliste syrien Ibrahim Hamidi (en), il n'y a pas « d’exactions massives après l’entrée des combattants » rebelles. Des violences sont cependant commises, deux chrétiens travaillant dans un magasin d'alcool sont notamment assassinés par des hommes du Front al-Nosra,.

## Pertes et conséquences

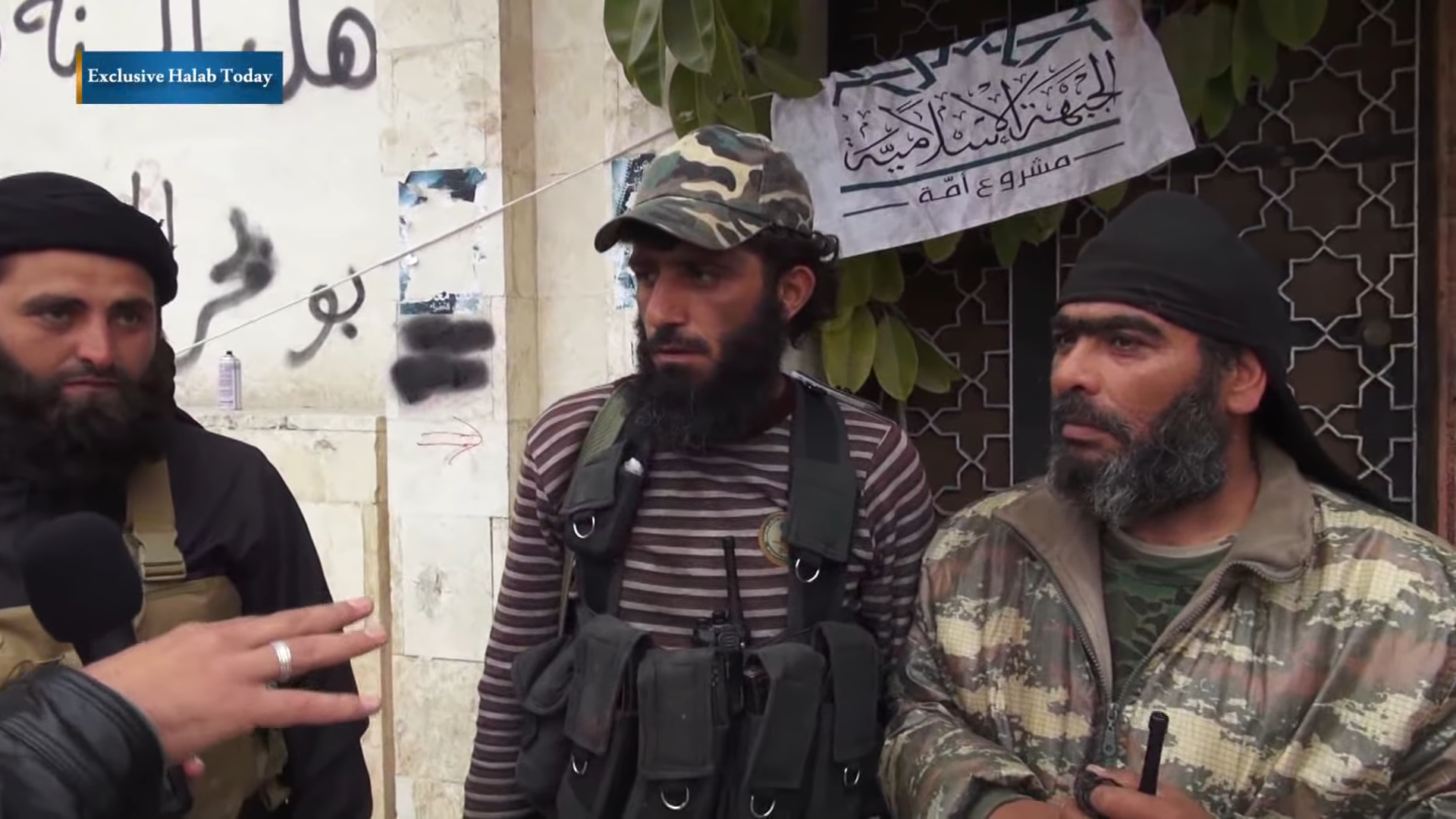
Chefs d'Ahrar al-Cham et de Faylaq al-Cham à Idlib, le 30 mars 2015.

Le 28 mars, le média pro-régime syrien Al-Masdar News (en) indique que le bilan total des pertes est inconnu, mais qu'au moins 98 rebelles et 73 miliciens des Forces de défense nationale ont été tués.
Le 29 mars, l'OSDH affirme que les combats ont fait au moins 170 morts, dont 96 rebelles. Le bilan est revu à la hausse le lendemain par l'OSDH et passe à 126 tués pour les rebelles,, puis à 132 le 31 mars.
L'armée syrienne se replie vers le sud, elle ne tient alors plus dans le gouvernorat d'Idlib que les villes de Jisr al-Choghour et Ariha, quelques villages, l'aéroport militaire d'Abou Douhour (en) et cinq bases militaires.
Après Raqqa, Idlib devient la deuxième capitale d'un gouvernorat à échapper au contrôle du régime syrien. L'Armée de la conquête indiquerait cependant ne pas avoir l'intention de diriger la ville et laisser cette tâche à des organisations civiles. Néanmoins, dans les mois qui suivent, le Jabhat Al-Nosra supplante les autres composantes de l'Armée de la conquête et instaure sur la ville son autorité.
L'aviation du régime frappe Idlib le 28 mars après la prise de la ville. Le régime syrien commence alors à bombarder régulièrement la ville et selon l'OSDH 684 raids aériens sont menés entre le 28 mars et le 18 avril, dont 349 sont effectués par l'aviation et 335 barils d'explosifs sont largués par des hélicoptères. Ces bombardements causent la mort de plusieurs dizaines de rebelles et de 125 civils, dont 21 femmes et 25 enfants, tandis que autres 700 civils sont également blessés. De plus selon la Société médicale américano-syrienne (SAMS), des hélicoptères du régime syrien effectuent 31 attaques chimique au chlore dans le gouvernorat d'Idlib entre le 16 mars et le 9 juin 2015, faisant 10 morts et 530 blessés.

## Vidéographie
- [vidéo] Syrie: Al-Qaïda prend la ville clé d'Idleb au régime d'Assad, AFP, 30 mars 2015.